# Cormons
Cormòns (furlanski: Cormons, slovenski: Krmin, njemački: Kremaun ili Gremaun) je grad u Goričkoj pokrajini u Italiji.

## Povijest
Povijest ovog grada traje od 181. pr. n. e., kad je Cormons bio rimska vojna ispostava. Za vrijeme habsburške vlasti, sve do Prvog svjetskog rata, u gradu je postojao austro-ugarski vojni garnizon. Grad je 1918. pripao Italiji. Danas je Cormons ekonomski i kulturni centar Brda (Collio).

## Zemljopis
Naselja (frazioni) na području ove općine su: 
- Angoris (Angoris)
- Borgnano (Borgnan, Bornján)
- Brazzano (Breçan, Bračán)
- Castelletto (Cjascjelut, Gradič)
- Fornaci
- Giassico (Insic, Jasíh)
- Monticello di Cormons (Montisel)
- Novali (Novài, Novaje)
- Plessiva (Plessive, Plešivo)
- Povia (Povie)
- Roncada (la Roncjade)
- San Rocco di Brazzano (Sant Roc)
- Zegla (Zegle, Ceglo)

Cormons graniči s općinama Brda (Slovenija), Capriva del Friuli, Chiopris-Viscone, Corno di Rosazzo, Dolegna del Collio, Mariano del Friuli, Medea, Moraro, San Floriano del Collio, San Giovanni al Natisone.